# Temporada 2000 del fútbol colombiano
La Temporada 2000 del fútbol colombiano abarcó todas las actividades relativas a campeonatos de fútbol profesional, nacionales e internacionales, disputados por clubes colombianos, y por las selecciones nacionales de este país, en sus diversas categorías.

## Torneos locales

### Categoría Primera A
|                                     |
| Bandera de Colombia                 |
| Campeón América de Cali 10.º título |

#### Tabla de reclasificación
En la tabla de reclasificación se lleva a cabo la sumatoria de puntos de los clubes en todos los partidos del campeonato de primera división —el Apertura y el Finalización (incluyendo fases finales)—. En la misma se expresan los equipos clasificados de Colombia a los torneos internacionales de Conmebol para el siguiente año. Los cupos a torneos internacionales se distribuyeron de la siguiente manera:
- Copa Libertadores: Colombia 1 correspondió al campeón del año en el Campeonato colombiano 2000, Colombia 2 al ganador del Torneo Apertura y Colombia 3 al ganador del Torneo Finalización, iniciando todos su participación desde la Fase de grupos.[3]
- Copa Merconorte: Los tres clubes fueron invitados directamente por Conmebol.[4]

Nota: En caso de que hubiera un mismo ganador en los torneos Apertura y Finalización o de alguno de esos torneos y además campeón de la Primera A, a la Copa Libertadores iría el subcampeón de la Primera A definido en el Cuadrangular final.
| Pos. | Equipos                 | Pts. | PJ | PG | PE | PP | GF | GC | Dif |
| ---- | ----------------------- | ---- | -- | -- | -- | -- | -- | -- | --- |
| 1.   | América de Cali (C) (F) | 96   | 50 | 28 | 12 | 10 | 89 | 45 | 44  |
| 2.   | Santa Fe                | 81   | 50 | 23 | 12 | 15 | 74 | 64 | 10  |
| 3.   | Junior                  | 79   | 50 | 21 | 16 | 13 | 76 | 56 | 20  |
| 4.   | Deportes Tolima         | 76   | 50 | 23 | 7  | 20 | 72 | 60 | 12  |
| 5.   | Millonarios             | 69   | 44 | 17 | 18 | 9  | 64 | 50 | 14  |
| 6.   | Deportivo Cali (A)      | 61   | 44 | 16 | 13 | 15 | 67 | 64 | 3   |
| 7.   | Atlético Nacional       | 60   | 44 | 17 | 9  | 18 | 66 | 63 | 3   |
| 8.   | Once Caldas             | 60   | 44 | 15 | 15 | 14 | 53 | 50 | 3   |
| 9.   | Envigado F. C.          | 58   | 44 | 15 | 13 | 16 | 61 | 63 | -2  |
| 10.  | Atlético Huila          | 53   | 44 | 14 | 11 | 19 | 50 | 66 | -16 |
| 11.  | Independiente Medellín  | 53   | 44 | 13 | 14 | 17 | 56 | 64 | -8  |
| 12.  | Real Cartagena          | 51   | 44 | 13 | 12 | 19 | 44 | 51 | -7  |
| 13.  | Cortuluá                | 51   | 44 | 12 | 15 | 17 | 55 | 70 | -15 |
| 14.  | Deportivo Pasto         | 50   | 44 | 13 | 11 | 20 | 56 | 72 | -16 |
| 15.  | Atlético Bucaramanga    | 48   | 44 | 12 | 12 | 20 | 39 | 58 | -19 |
| 16.  | Deportes Quindío        | 45   | 44 | 11 | 12 | 21 | 50 | 76 | -26 |

Fuente: Web oficial de Dimayor
|  | Club clasificado a la Copa Libertadores 2001 e invitado a la Copa Merconorte 2001 |
|  | Zona de clasificación a la Fase de grupos de la Copa Libertadores 2001.           |
|  | Club invitado a la Fase de grupos de la Copa Merconorte 2001.                     |

| (C) | Campeón del Campeonato colombiano 2000. |
| (A) | Ganador del Torneo Apertura 2000.       |
| (F) | Ganador del Torneo Finalización 2000.   |

##### Representantes en competición internacional
| Clasificado como | Copa Libertadores 2001 | Copa Merconorte 2001 |
| ---------------- | ---------------------- | -------------------- |
| Colombia 1       | América de Cali        | América de Cali      |
| Colombia 2       | Deportivo Cali         | Atlético Nacional    |
| Colombia 3       | Junior                 | Millonarios          |

#### Tabla del descenso
Los ascensos y descensos en entre las categorías A y B se definen por la Tabla de descenso, la cual promedia las campañas de campeonato colombiano 1999 y campeonato colombiano 2000. Los puntos de la tabla se obtienen de la división del puntaje total entre partidos jugados. El último  en dicha tabla descenderá a la Categoría Primera B dándole el ascenso directo al campeón de la segunda categoría.
En la Tabla de descenso no cuentan los partidos por cuadrangulares semifinales ni final del campeonato. Únicamente los de la fase todos contra todos.
| Pos. | Equipos                | PJ | Pts. | Prom. |
| ---- | ---------------------- | -- | ---- | ----- |
| 1.   | América de Cali        | 88 | 155  | 1.76  |
| 2.   | Junior                 | 88 | 139  | 1.58  |
| 3.   | Millonarios            | 88 | 136  | 1.55  |
| 4.   | Atlético Nacional      | 88 | 130  | 1.48  |
| 5.   | Once Caldas            | 88 | 128  | 1.45  |
| 6.   | Deportes Tolima        | 88 | 128  | 1.45  |
| 7.   | Deportivo Cali         | 88 | 126  | 1.43  |
| 8.   | Santa Fe               | 88 | 123  | 1.4   |
| 9.   | Cortuluá               | 88 | 120  | 1.36  |
| 10.  | Independiente Medellín | 88 | 118  | 1.34  |
| 11.  | Envigado F. C.         | 88 | 108  | 1.23  |
| 12.  | Deportivo Pasto        | 88 | 107  | 1.22  |
| 13.  | Atlético Bucaramanga   | 88 | 106  | 1.2   |
| 14.  | Real Cartagena         | 88 | 95   | 1.08  |
| 15.  | Atlético Huila         | 88 | 89   | 1.08  |
| 16.  | Deportes Quindío       | 88 | 87   | 0.99  |

Fuente: Web oficial de Dimayor
|  | Descenso a la Categoría Primera B para la temporada 2001. |

##### Cambios de categoría al final de temporada
|  | Deportes Quindío |

|  | Deportivo Pereira |

### Categoría Primera B
|                                       |
| Bandera de Colombia                   |
| Campeón Deportivo Pereira 1.er título |

### Torneos de carácter aficionado

#### Categoría Primera C
|                                      |
|                                      |
| Campeón El Cerrito F. C. 1.er título |

##### Cambios de categoría aficionado-profesional
|  | Cooperamos Tolima |

|  | El Cerrito F. C. |

## Torneos internacionales

### Copa Libertadores
| Equipo            | Fase final               | Pts. | PJ | PG | PE | PP | GF | GC | Dif. | Rend.   |
| ----------------- | ------------------------ | ---- | -- | -- | -- | -- | -- | -- | ---- | ------- |
| América de Cali   | Octavos de final         | 16   | 8  | 5  | 1  | 2  | 23 | 15 | 8    | 66,67 % |
| Junior            | Octavos de final         | 12   | 8  | 4  | 0  | 4  | 8  | 9  | -1   | 50 %    |
| Atlético Nacional | Fase de grupos (Grupo 4) | 7    | 6  | 2  | 1  | 3  | 11 | 16 | -5   | 38,89 % |

### Copa Merconorte
| Equipo            | Fase final               | Pts. | PJ | PG | PE | PP | GF | GC | Dif. | Rend.   |
| ----------------- | ------------------------ | ---- | -- | -- | -- | -- | -- | -- | ---- | ------- |
| Atlético Nacional | Campeón                  | 16   | 10 | 4  | 4  | 2  | 16 | 13 | 3    | 53,33 % |
| Millonarios       | Subcampeón               | 17   | 10 | 4  | 5  | 1  | 17 | 11 | 6    | 56,66 % |
| América de Cali   | Fase de grupos (Grupo A) | 5    | 6  | 1  | 2  | 3  | 3  | 7  | -4   | 27,77 % |

#### Final
| Fecha                                                              | Ciudad    | Equipo local      | Resultado | Equipo visitante  |
| ------------------------------------------------------------------ | --------- | ----------------- | --------- | ----------------- |
| 2 de noviembre                                                     | Bogotá    | Millonarios       | 0 : 0     | Atlético Nacional |
| 20 de diciembre                                                    | Guayaquil | Atlético Nacional | 2 : 1     | Millonarios       |
| Atlético Nacional se coronó campeón con un marcador global de 2:1. |           |                   |           |                   |

|                                      |
| Bandera de Colombia                  |
| Campeón Atlético Nacional 2.º título |

## Selección nacional

### Mayores
| Fecha           | Lugar                                                | Rival          | Marcador | Competencia                                | Goles de Colombia                                                          |
| --------------- | ---------------------------------------------------- | -------------- | -------- | ------------------------------------------ | -------------------------------------------------------------------------- |
| 12 de febrero   | Orange Bowl Miami, Estados Unidos                    | Jamaica        | 1 : 0    | Copa Oro 2000                              | 15' Gonzalo Martínez                                                       |
| 16 de febrero   | Orange Bowl Miami, Estados Unidos                    | Honduras       | 0 : 2    | Copa Oro 2000                              | Sin goles                                                                  |
| 19 de febrero   | Orange Bowl Miami, Estados Unidos                    | Estados Unidos | 2 : 2    | Copa Oro 2000                              | 24' Faustino Asprilla · 81' Gerardo Bedoya                                 |
| 23 de febrero   | Qualcomm Stadium San Diego, Estados Unidos           | Perú           | 2 : 1    | Copa Oro 2000                              | 39' (a.g.) Marcial Salazar · 53' Víctor Bonilla                            |
| 27 de febrero   | Memorial Coliseum Los Ángeles, Estados Unidos        | Canadá         | 0 : 2    | Copa Oro 2000                              | Sin goles                                                                  |
| 28 de marzo     | Estadio Nemesio Camacho El Campín · Bogotá, Colombia | Brasil         | 0 : 0    | Clasificación para la Copa Mundial de 2002 | Sin goles                                                                  |
| 26 de abril     | Estadio Hernando Siles · La Paz, Bolivia             | Bolivia        | 1 : 1    | Clasificación para la Copa Mundial de 2002 | 32' Jairo Castillo                                                         |
| 27 de mayo      | Giants Stadium East Rutherford, Estados Unidos       | Jamaica        | 3 : 0    | Amistoso internacional                     | 30' Jairo Castillo · 74' Alexander Viveros · 90' Héctor Hurtado            |
| 4 de junio      | Estadio Nemesio Camacho El Campín · Bogotá, Colombia | Venezuela      | 3 : 0    | Clasificación para la Copa Mundial de 2002 | 27' Alexander Viveros · 42' Iván Ramiro Córdoba · 89' Iván René Valenciano |
| 29 de junio     | Estadio Nemesio Camacho El Campín · Bogotá, Colombia | Argentina      | 1 : 3    | Clasificación para la Copa Mundial de 2002 | 26' Frankie Oviedo                                                         |
| 19 de julio     | Estadio Nacional del Perú · Lima, Perú               | Perú           | 1 : 0    | Clasificación para la Copa Mundial de 2002 | 48' Juan Pablo Ángel                                                       |
| 25 de julio     | Estadio Atahualpa Quito, Ecuador                     | Ecuador        | 0 : 0    | Clasificación para la Copa Mundial de 2002 | Sin goles                                                                  |
| 15 de agosto    | Estadio Nemesio Camacho El Campín · Bogotá, Colombia | Uruguay        | 1 : 0    | Clasificación para la Copa Mundial de 2002 | 75' Jairo Castillo                                                         |
| 2 de septiembre | Estadio Nacional · Santiago, Chile                   | Chile          | 1 : 0    | Clasificación para la Copa Mundial de 2002 | 66' Jairo Castillo                                                         |
| 7 de octubre    | Estadio Nemesio Camacho El Campín · Bogotá, Colombia | Paraguay       | 0 : 2    | Clasificación para la Copa Mundial de 2002 | Sin goles                                                                  |
| 15 de noviembre | Estadio Morumbi · São Paulo, Brasil                  | Brasil         | 0 : 2    | Clasificación para la Copa Mundial de 2002 | Sin goles                                                                  |

#### Copa Oro de la Concacaf
| Equipo             | Pts. | PJ | PG | PE | PP | GF | GC | Dif. | Rend.   |
| ------------------ | ---- | -- | -- | -- | -- | -- | -- | ---- | ------- |
| Selección Colombia | 7    | 5  | 2  | 1  | 2  | 5  | 7  | -2   | 53,33 % |

- Resultado final: Subcampeón.

### Sub-23

#### Torneo Preolímpico Sudamericano Sub-23
| Equipo                    | Pts. | PJ | PG | PE | PP | GF | GC | Dif. | Rend.   |
| ------------------------- | ---- | -- | -- | -- | -- | -- | -- | ---- | ------- |
| Selección nacional Sub-23 | 7    | 4  | 2  | 1  | 1  | 10 | 13 | -3   | 58,33 % |

- Resultado final: Sexto lugar, no clasificó al torneo masculino de fútbol en los Juegos Olímpicos de Sídney 2000.